# Talsperre Windischleuba

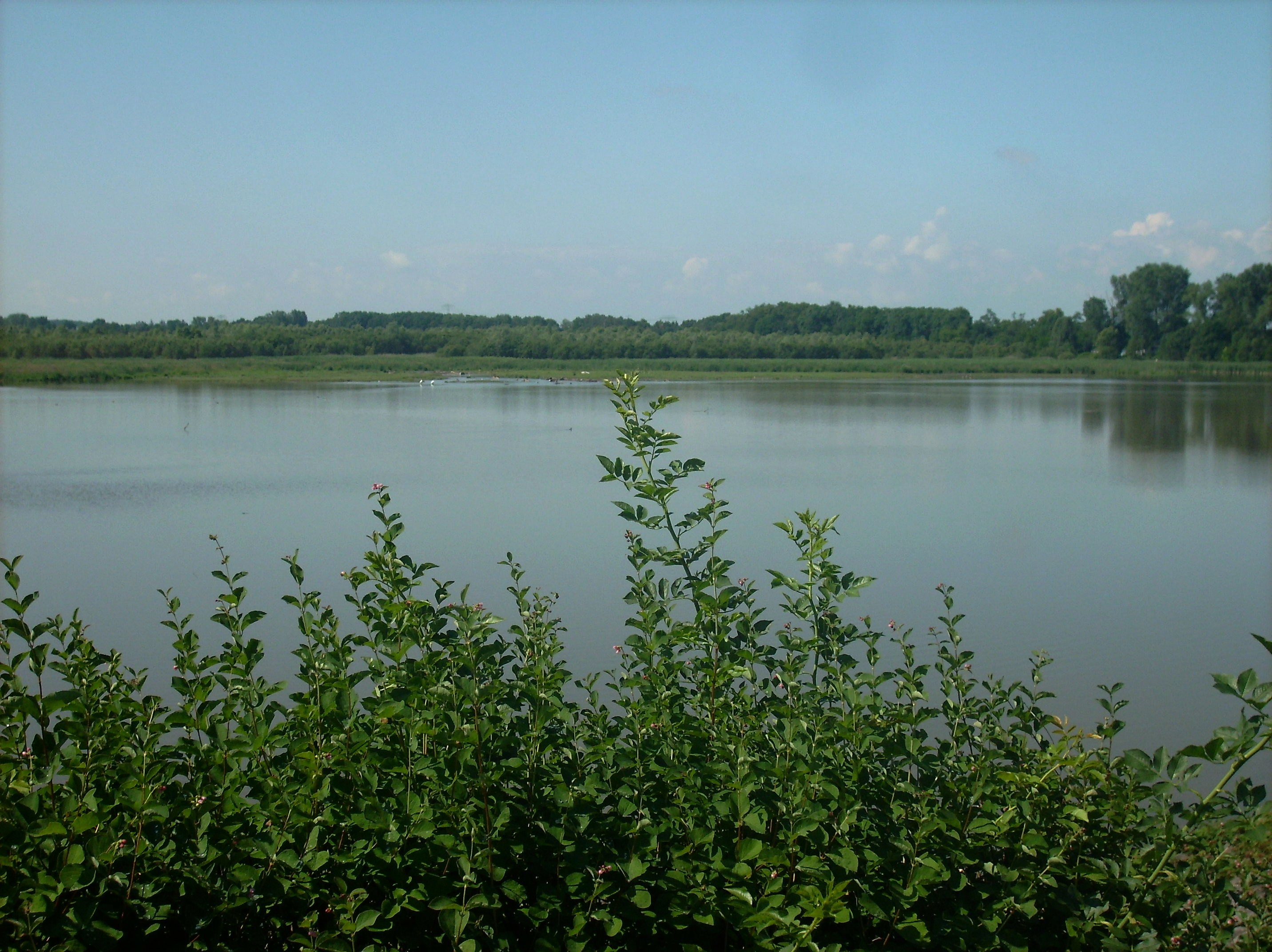
Am Stausee

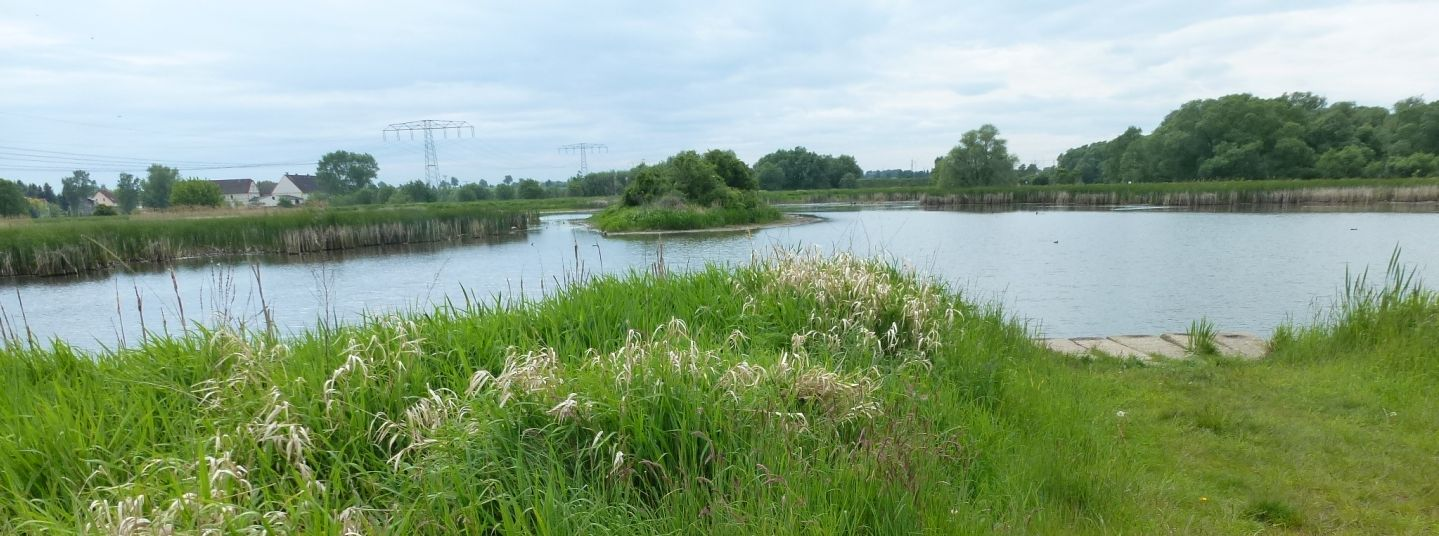
Bei Windischleuba

Die Talsperre Windischleuba staut die Pleiße zwischen Fockendorf und Windischleuba in Thüringen im Landkreis Altenburger Land und ist ca. 40 km von Leipzig entfernt. Sie wird ausnahmsweise von der sächsischen Landestalsperrenverwaltung betrieben und nicht von der Thüringer Fernwasserversorgung.
Die Talsperre wurde früher mit einem kombinierten Grundablass- und Hochwasserentlastungsbauwerk in der Pleiße und einem separaten Entnahmebauwerk am Mühlgraben gesteuert. Seit Beginn des 21. Jahrhunderts ist das Entlastungbauwerk an der Pleiße außer Betrieb. Der niedrige Wasserspiegel wurde durch einen provisorischen Ringdamm gehalten, der vor das Staubauwerk geschüttet wurde.
Von 2007 bis 2009 wurde das Bauwerk saniert. Dabei wurden der Grundablass und die Hochwasserentlastung durch eine 54,5 Meter breite Überlaufschwelle ersetzt. Dadurch ist die Talsperre nicht mehr steuerbar und kann Hochwasser nur noch in geringem Umfang zurückhalten. Zu dem Vorhaben gehörten auch die Einrichtung eines Fischpasses in Form eines Umgehungsgerinnes und die Erneuerung der über die Talsperre führenden, vierfeldrigen Brücke mit einer Gesamtlänge von 56 Metern.
Das Absperrbauwerk ist heute ein Erddamm mit einer geneigten Innendichtung und einer wasserseitigen Dichtungsschürze. Der Stauraum der Talsperre ist stark verlandet, da die Pleiße sehr sedimentreich ist und keine Geschiebefalle existiert. Auf dem flussdeltaähnlichen Schwemmfächer hat sich eine natürliche Weichholzaue entwickelt. Diese dient heute mit der verbliebenen Wasserfläche vor allem dem Vogel- und Naturschutz und darf nicht betreten werden.